# Ohrana

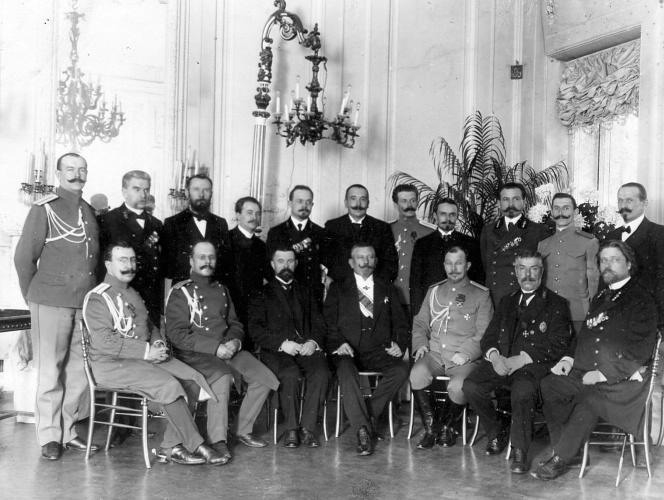
Membri ai Ohranei din St. Petersburg, 1905

„Departamentul pentru Apărarea Securității Publice și a Ordinii” (în limba rusă: „Отделение по охранению общественной безопасности и порядка”; Otdelenie po ohraneniiu obșcestvennoi bezopasnosti i poriadka), numită în mod obișnuit „Departamentul de Apărare” (Охранное отделение; Ohrannoe otdelenie), pe scurt „Ohrana”, ori Ohranka din Rusia a fost poliția secretă a Imperiului Rus, ca parte a departamentului de poliție a Ministerului Afacerilor Interne. În acțiunile sale, Ohrana era sprijinită de Corpul Special de Jandarmi. Ohrana a fost creată în 1880, ca înlocuitoare a Departamentului al III-lea al Cancelariei Imperiale. 

## Context general
Înființată în vederea luptei împotriva terorismului politic și a activității revoluționare , Ohrana avea sucursale în toate regiunile Imperiului Rus, cât și în afara granițelor, care aveau ca sarcină principală monitorizarea activităților revoluționarilor ruși din exil. Una dintre cele mai importante secții externe ale Ohranei a fost cea din Paris, condusă în perioada 1884–1902 de Piotr Racikovski. 
În sprijinul activităților Ohranei erau mobilizați chiar și diplomații ruși din străinătate. Ea activa prin orice mijloace: desfășurarea de operațiuni sub acoperire, violararea corespondenței („perlustration”) și infiltrarea de agenți provocatori, printre cei mai vestiți fiind Evno Azef, Roman Malinovski și Dmitri Bogrov.
Ohrana a încercat să compromită mișcarea sindicală prin crearea unor sindicate controlate de poliție, procedeu cunoscut ca zubatovșcina. Un exemplu al unei astfel de acțiuni a fost așa-numita „Duminică însângerată”, o demonstrație pașnică a muncitorilor neînarmați, organizată de agentul infiltrat Părintele Gapon și colaboratorul său Pinhas Rutenberg, ambii membri ai „Partidului Socialist Revoluționar”. 
Printre activități controversate ale Ohranei s-a numărat și producerea falsului „Protocoalele înțelepților Sionului”. Deși istoricii au demonstrat că este vorba de un fals , textul este folosit și în zilele noastre de organizațiile antisemite pentru justificarea atitudunii lor. Se presupune că documentul a fost scris de un agent al Ohranei, scriitorul franco-rus  Matvei Golovinski, la indicațiile lui Piotr Racikovski, șeful biroului parizian al Ohranei. 
După anchetări sub tortură, suspecții arestați de Ohrana erau mai apoi predați justiției ruse.

## Istoric
Primul departament special de securitate rus a fost „Departamentul pentru Protejarea Ordinei și Păcii Publica” cu sediul la St. Petersburg, creat în 1866, după tentativa de asasinat eșuată din 1866 asupra lui împăratului Alexandru al II-lea, departament care a avut la început 12 membri. Adresa oficială a departamentului, strada Fontanka nr. 16, era cunoscută în tot imperiul. După o nouă tentativă eșuată de asasinare a împăratului din 6 august 1880, monarhul a creat, urmând sfaturile lui Mihail Loris-Melikov, „Departamentul Poliției de Stat”, secție a Ministerului Afacerilor Interne, și a transferat atât Corpul Special al Jandarmilor cât și  Secția a III-a a Cancelariei Maiestății Sale Imperiale în subordinea noului departament. Funcția de „comandant al jandarmilor” a fost preluată de ministrul de interne, iar „comandantul corpului” a devenit adjunct al ministrului. Toate aceste măsuri organizatorice nu au împiedicat însă asasinarea împăratului Alexandru al II-lea în 1881. 
Pentru îmbunătățirea măsurilor de securitate, împăratul Alexandru al III-lea a creat două noi birouri de„Securitate și Investigații” ale poliției secrete (Охранно-Розыскные) în Moscova și Varșovia, puse sub comanda unor ofițeri de jandarmi. Acestea aveau să devină mai târziu nucleul Ohranei. Jandarmeria a continuat să opereze ca poliție secretă în restul țării prin intermediul directoratelor de la nivelul guverniilor și uezdurilor. țarul a creat în 1881 un corp special în cadrul MDV, împuternicit să proclame starea de necesitate în domeniul securității statului în oricare parte a imperiului, (procedeu folosit intens în timpul Revoluției din 1905), și a subordonat în 1882 toate forțele poliției imperiale comandantului jandarmilor. 
Apariția mișcărilor socialiste a reprezentat o nouă provocare pentru sistemul de securitate imperial, care a dus la integrarea forțelor Ministerului de Interne. Munca de culegere de informații prin intermediul agenților interni și externi, cât și prin violarea corespondenței a trecut în 1898 de la jandarmerie la „Secțiunea specială” (Особый отдел) a poliției. După asasinarea ministrului de interne  Dmitri Sipiaghin de către atentatorii SR-iști pe 2 aprilie 1902, noul ministru, Viacheslav von Plehve, a trecut sarcinile poliției secrete din subordinea Jandarmeriei în cea a Birourilor de securitate în investigații (Охранно-розыскное отделение), aflate în subordinea primarilor și guvernatorilor, care erau la rândul lor în subordinea MDV. 

După izbucnirea Revoluției din 1905 și asasinarea lui Viacheslav von Plehve, președintele Cancelariei imperiale și ministru de interne Piotr Arkadievici Stolîpin a creat o rețea națională de birouri de securitate. Dacă în 1908 existau 31 de birouri, numărul lor ajunsese la 60 în 1911. Pe 9 februarie 1907 a fost creat organismul centralizat „Secția de Securitate a Departamentului Poliției” cu sediul în Sankt Petersburg, strada Fontanka, nr. 16. 
Dezvăluirea activității de agenți dubli ai Ohranei a lui Evno Azef (asasin printre victimele căruia se afla și ministrul von Plehve) și a lui Dmitri Bogrov (cel care l-a asasinat pe Stolîpin în 1911), a aruncat un val de suspiciune asupra Agenției. Agenția a fost discreditată de dezvăluirile cu privire la activitatea altor agenți dubli/provocatori. În toamna anului toate birourile de securitate din Moscova, St. Petersburg și Varșovia au fost desființate. Declanșarea luptelor primei conflagrații mondiale a marcat mutarea centrului de greutate a activității Departamentului de poliție de la activitățile antirevoluționare la cele ale muncii de contraspionaj. Trebuie remarcat însă că în acest nou domeniu de activitate, poliția a colaborat insuficient cu organismele de contrainformații ale armatei imperiale. 
Ohrana a fost dizolvată, oficial, după Revoluția din Februarie 1917.

## Folosirea torturii
O serie de istorici afirmă că în ciuda reformelor întreprinse la începutul secolului al XIX-lea, practicarea torturii de către organele poliției nu a fost niciodată abolită cu adevârat. Mai mult, se afirmă că odată cu apariția Ohranei, tortura a început să fie folosită intensiv, datorită faptului că agenția putea să procedeze la arestări arbitrare și era împuternicită să folosescă orice metode pentru obținerea informațiilor. După victoria Revoluției din Octombrie, bolșevicii au afirmat că Ohrana dispunea de o serie de camere de tortură în Varșovia, Riga, Odesa și alte orașe importante. 

## Listele cu șefii departamentelor de securitate

### Sankt-Petersburg
1867-1877 – Fedor Arhipovici Kolyșkin
1877-1878 – Mitrofan Petrovici Ustimovici
1878-1880 – Vasili Vasilievici Fursov
1880-1883 – Gheorghi Porfirievici Sudeikin, ucis la 16 decembrie 1883
1884-1885 – Konstantin Pavlovici Velbițky
1885-1897 – Piotr Vasilevici Sekerinski
1897-1901 – Vladimir Mihailovici Piramidov 
1901-1901 – Nikolai Illarionovici Mocialov 
1901-1903 – Iakov Grigorievici Sazonov
1903-1905 – Leonid Nikolaevici Kremenețki
1905-1909 – Alexandru Vasilevici Gherasimov
1909-1909 – Serghei Gheorghievici Karpov, ucis la 19 decembrie 1909
1909-1914 – Mihail Freidrichovici von Kotten, ucis la 4 martie 1917
1914-1915 – Piotr Ksenofontovici Popov
1915-1917 – Konstantin Ivanovici Globaciov

### Moscova
1880-1884 – Alexandru Spiridonovici Skandrakov
1885-1896 – Nikolai Sergheevici Berdiaev
1896-1902 – Serghei Vasilevici Zubatov
1902-1905 – Vasili Vasilievici Ratko
1905 – Vladimir Valerianovici Târjețyak
1905-1906 – Alexander Grigorievici Peterson
1906-1907 – Evgheni Konstantinovici Klimovici
1907-1910 – Mihail Freidrichovici von Kotten
1910-1912 – Pavel Pavlovici Zavarzin
1912-1917 – Alexandru Pavlovici Martynov  

### Varșovia
?—? — Skerjinski
1902 - ? — Petersen
1906-1909 — Pavel Pavlovici Zavarzin
1909-1912 — Konstantin Ivanovici Globaciov 

### Kiev
1867-1878 — Alexander Spiridonovici Pavlov
1903-1905 — Alexandru Ivanovici Spiridovici
1907-1911 — Nikolai Nikolaevici Kulyabko

### Chișinău
Lavrenti Nikolaevici Levendal

### Saratov
Mihail Pavlovici Bobrov
1904 - ? — Nikolai Dâmitrievici Fedorov

### Tiflis
Vladimir Nikolaevici Lavrov, căpitanul jandarmeriei 

### ramura Taurida (Crimeea)
1902(?)—1903(?) – Alexandru Ivanovici Spiridovici

### Șefii agenților străini (Biroul Paris)
1885-1902 – Piotr Ivanovici Racikovski
1902-1905 – Leonid Alexandrovici Rataev
1905-1909 – Arkady Mihailovici Harting
1909-1917 – Alexandru Alexandrovici Krasilnikov